# Gephyroctenus
Genre
Gephyroctenus est un genre d'araignées aranéomorphes de la famille des Ctenidae.

## Distribution
Les espèces de ce genre se rencontrent au Brésil, au Pérou et au Guyana.

## Liste des espèces
Selon World Spider Catalog (version 22.0, 03/02/2021) :
- Gephyroctenus acre Polotow & Brescovit, 2008
- Gephyroctenus atininga Polotow & Brescovit, 2008
- Gephyroctenus divisor Polotow & Brescovit, 2008
- Gephyroctenus esteio Polotow & Brescovit, 2008
- Gephyroctenus juruti Polotow & Brescovit, 2008
- Gephyroctenus kolosvaryi Caporiacco, 1947
- Gephyroctenus mapia Polotow & Brescovit, 2008
- Gephyroctenus panguana Polotow & Brescovit, 2008
- Gephyroctenus philodromoides Mello-Leitão, 1936
- Gephyroctenus portovelho Polotow & Brescovit, 2008

## Publication originale
- Mello-Leitão, 1936 : « Contribution à l'étude des Ctenides du Brésil. » Festschrift für Strand, vol. 1, p. 1-31.